# 比較制度分析
比較制度分析（ひかくせいどぶんせき、英: Comparative Institutional Analysis、CIA）とは、同じ資本主義の経済体制であっても、どのような制度配置がその中で成立しているかによって、多様な資本主義があり得るという現実を認め、そうした現実が生成する過程と変化する過程とを、ゲーム理論などのミクロ経済学の手法によって説明する経済学の手法と領域である。

## 日本とアメリカの企業組織の比較制度分析
20世紀後半の日本的企業組織とアメリカ的企業組織とは、非常に異なるといわれる。日本の企業では、すべての従業員が、企業全体に関する情報をかなりの程度共有しており、そうした知識に基づいて、違う部署に直接影響するような意思決定をも従業員が行ったり、他の部署の仕事を援助したりするが、アメリカの企業では、従業員は自分が属する部署についての専門的知識だけを持ち、他の部署に影響するような意思決定は許されず、企業全体に関する意思決定は、階層組織の上部の部門が行うといった特徴があるといわれる。
比較制度分析の創始者の一人である青木昌彦は、こうした企業内コーディネーションの型の違いを捉えて、前者を情報共有型、後者を情報分散型と呼んだそして、企業内のコーディネーションが重要で、個別部門に関わる情報の不確実性が小さい組立型機械産業などでは情報共有型が有利であるのに対し、企業内の資源の競合が重要で、個別部門に関わる情報の不確実性が大きいマルチメディア産業などでは情報分散型が有利であると位置づけた。
コーディネーションの型の違いに対応して、それに適した労働者の技能の型も異なる。情報共有型には、企業内部の文脈において情報共有を有効に行う文脈的技能が適しており、情報分散型には、特定の情報処理に特化し、企業を超えて通用可能な機能的技能が適している。
1つの社会に、両方の方の産業が存在する場合、それぞれに適した両方の技能形成が行われることが効率的であるにもかかわらず、どの技能形成を行った個人がそれぞれの産業であって企業を形成するかが確実でない場合には、初めにたまたま多数をなしていた技能形成が、社会全体にあまねく普及するといったことが起こり得る。このことを青木は、進化ゲームの理論を使って説明した。
情報共有型のコーディネーションと文脈的技能形成とは補完的で、必ずしもそれが適していない産業であっても、1つの社会全体でそれが支配的となると、他の終身雇用制とか年功序列賃金といった、それとやはり補完的な制度も定着し、相互に補完的な諸制度の束が経済システムを形作ることになる。補完的諸制度からなるがゆえに、経済システムの変革が困難であるという見方も、比較制度分析から出てくる。